# Масові заворушення у Краснодарі (1961)
Масові заворушення у Краснодарі — повстання у місті Краснодарі 15—16 січня 1961 року.

## Причини повстання
1961 року керівником СРСР був Микита Сергійович Хрущов. Його екстравагантні вчинки і поспішні реформи викликали невдоволення у частини населення держави.
Особливо незадоволені були жителі південних районів країни. Економічні труднощі боляче вдарили по цих, насамперед аграрним, регіонам. Крім цього, Хрущов провів масове скорочення армії, залишивши без роботи колишніх офіцерів. Незадоволені новою владою були також і багато інших верстви суспільства.

## Хід повстання
Приводом до повстання став випадок на Колгоспному ринку Краснодара 15 січня 1961. Втікши з частини, рядовий Грень продавав на ринку чоботи і шапку, вкрадені з військового складу. Як пізніше з'ясувалося, солдат просто хотів їсти. Греня заарештував військовий патруль, але навколо миттєво утворився натовп співчуваючих. Вони вимагали відпустити солдата. Патрульні звернулися до дружинників, які проходили поруч, з проханням допомогти відвести солдата у військову комендатуру, що вони і зробили. Однак натовп не заспокоївся, і пішов слідом за патрулем. З метою заспокоїти мітингувальників, було вирішено відпустити підставного міліціонера замість рядового Греня, але народ впізнав його, і міліціонер врятувався втечею. У натовпі пролунали заклики взяти штурмом комендатуру і звільнити справжнього солдата. Вартовий відкрив вогонь в повітря і одна з куль, зрикошетивши, потрапила в голову учневі десятого класу однієї з середніх шкіл Краснодара, який загинув на місці. Натовп тимчасово відійшов, але незабаром учасники повстання вирішили піти громити крайовий комітет КПРС.
Тіло вбитого підлітка повстанці повантажили на носилки і вирушили до будівлі крайкому. Закривавлений одяг убитого повісили на палицю, зробивши таким чином символічний «прапор». Співаючи революційні пісні, повсталі натовпом рушили по вулиці Красній, головній вулиці Краснодара.
Коли натовп дійшов до будівлі крайкому КПРС, почався стихійний мітинг. Відкрито звучали політичні гасла і заклики. Раніше бунтівниками керували в основному хулігани та колишні кримінальники. Цього разу слово взяли звичайні люди. Зокрема, 49-річний колишній майор Микола Малишев, який був звільнений в запас за хрущовського скорочення армії і став чорноробом. Він звинуватив у всьому тому, що трапилося нову (хрущовську) владу і зажадав призначити сім'ї вбитого підлітка пенсію за державний рахунок. Також проти чинної влади активно виступив селянин-рибалка, який прийшов на ринок продавати свій вилов, відібраний дружинниками через нелегальну торгівлю.
Незабаром повсталі кинулися всередину будівлі крайкому КПРС. Вони грабували кабінети і ламали все, що не могли винести. Нечисленні співробітники, що перебували у той момент в будівлі, вистрибували з вікон, ламаючи собі ноги. Письменник Володимир Рунов згодом розповідав:
|  | ...Повз мене, я пам'ятаю, протягли якісь дві тітки згорнуту напольную доріжку, тягли друкарські машинки, загалом, все, що під руки потрапляло...Оригінальний текст (рос.) ...Мимо меня, я помню, протащили какие-то две тётки свёрнутую напольную дорожку, тащили машинки пишущие, в общем, всё, что под руки попадалось... |

Декілька людей зайшли в кабінет першого секретаря крайового комітету КПРС Георгія Воробйова і по телефону урядового зв'язку зажадали розмову особисто з Хрущовим. Майор КДБ, який перебував у апарату, відмовився надати зв'язок бунтівникам. У цей час Хрущов перебував на пленумі ЦК КПРС, де якраз розповідав про поліпшення рівня життя радянських громадян. Почута новина про бунт в центрі СРСР привела його в лють. Він зажадав придушити повстання всіма наявними засобами.
Серед бунтівників стали з'являтися одягнені в цивільне співробітники КДБ СРСР, які фіксували основних провокаторів заворушень. До того моменту на площі перед будівлею крайкому зібралось понад дві тисячі людей. З настанням темряви бунтівники стали розходитися. По місту були розклеєні листівки. У них йшлося про «радянський капіталізмі», «байках Хрущова і його спільників». Автором листівок виявився колишній радянський офіцер, Володимир Горлопанов, постраждалий від скорочення армії Хрущовим.
На наступний день, 16 січня, з Москви прилетів перший секретар Краснодарського міськкому Олександр Качанов, який особисто хотів вислухати свідків. Бунтівники знову почали збиратися. Глава міста вийшов на балкон військової комендатури, де в той момент він перебував, і спробував закликати повсталих до порядку. Однак в Качанова тут же полетіло каміння, і він, дивом уникнувши травм, був змушений зникнути. Проте, з часом бунтівники знову розійшлися самі. Кровопролиття дивом вдалося уникнути.

## Арешт, слідство і суд
В кінці січня 1961 року по Краснодару пройшли масові арешти, проте звинувачення було висунуто лише найактивнішим учасникам повстання.
Через два місяці суд засудив їх до суворого покарання — двоє були засуджені до смертної кари через розстріл, решта — до різних термінів позбавлення волі (від 3 до 10 років). Згодом деякі вироки були переглянуті.

## Результати повстання
В результаті повстання загинув школяр, випадково вбитий вартовим військової комендатури. 39 осіб отримали поранення, місту було завдано значних матеріальних збитків.
Міністр внутрішніх справ СРСР Вадим Тикунов особисто приїжджав до Краснодару для проведення чисток у лавах правоохоронних органів, які допустили подібні заворушення. Були зняті зі своїх посад начальник ГУВС, його заступники, начальники слідчого та інших відділів прокуратури.